# Friedrich Christoph Dahlmann
Friedrich Christoph Dahlmann (født 13. maj 1785 i Wismar, død 5. december 1860 i Bonn) var en tysk historieskriver og politiker. 

## Liv og gerning

### Tidlige år i København
Efter at have besøgt latinskolen i sin fødeby, der da stod under svensk herredømme, begyndte Dahlmann 1802 at studere filologi ved universitetet i København, hvor hans morbroder, Fr.C. Jensen, deputeret i det tyske kancelli, tog sig af ham. De herværende professorer var dog lidet fremragende mænd, og allerede 1804 drog Dahlmann til Halle, hvor Friedrich August Wolf udøvede en mægtig indvirkning på ham; efter et nyt ophold i København levede han flere år stille i Wismar. Han vandt 1810 i Wittenberg den filosofiske doktorgrad ved en afhandling om Ottokar af Böhmen og disputerede 1811 atter i København med en undersøgelse om det græske drama. 

### Professor i Kiel
Han blev naturaliseret som dansk undersåt, holdt som privatdocent forelæsninger ved universitetet og udgav 1812 et lille sympatetisk skrift om Oehlenschläger. Samme år blev han ansat ved universitetet i Kiel og 1813 udnævnt til overordentlig professor i historie. Som sådan fremstillede han både historiske og politiske emner; hans forelæsninger over Fædrelandets, det vil sige det danske monarkis historie blev grundlaget for hans senere hovedværk, og hans fremstilling af Ditmarskens historie blev længe efter hans død udgivet af Wilhelm Heinrich Kolster (1873); selv udgav Dahlmann Forschungen aus dem Gebiete der Geschichte (2 bind, 1821-24), hvori bland andet en for forståelsen af Sakse banebrydende afhandling. Stærkt grebet af den tyske nationale frihedsbevægelse fejrede han sejren ved Waterloo i en festtale ved universitetet (1815) og førtes derved ind i det politiske liv i Holsten; uden at ville bryde forbindelsen med den danske krone og med fast tro på betydningen af en kraftig kongemagt var han dog en bestemt modstander af absolutismen og håbede på, at Holsten kunne få sin gamle stænderforfatning genoplivet. 

### Sekretær i Det Slesvig-holstenske Ridderskab og professor i Göttingen
Dahlmann blev af det slesvig-holstenske ridderskab taget til sekretær, og det blev ham, der i de påfølgende år førte kampen for dets rettigheder imod Frederik VI, hos hvem han også kom i stor unåde. Resultatet blev dog kun ringe, og hans egen stilling mere og mere trykkende, således at han 1829 med glæde modtog en kaldelse til Göttingen. Her kastede hans lærervirksomhed ny glans over universitetet; men politikken lagde snart stærkt beslag på ham; han vandt den største tiltro hos hertugen af Cambridge, der var Vilhelm IV's statholder i Hannover, fik hovedindflydelsen på udarbejdelsen af landets forfatning og sendtes af universitetet som dets repræsentant til andet kammer. Både ved sine taler og sine artikler i Hannöversche Zeitung gjorde han indtryk på vide kredse, om end hans ejendommelige blanding af frisind og konservatisme ikke blev ret forstået; en frugt af såvel denne hans deltagelse i statslivet som af hans lærervirksomhed er hans Die Politik auf den Grund und das Mass der gegebenen Zustände zurückgeführt (1835; 3. oplag, 1847), hvori den engelske forfatningsudvikling skildredes som den ideale, der også måtte være forbilledet for fastlandet. Denne frugtbare virksomhed blev brat afbrudt ved kong Ernst Augusts tronbestigelse 1837; da kongen omstødte forfatningen, affattede Dahlmann en protest, der blev tiltrådt af 6 andre universitetslærere, og som førte til alle 7's afsættelse og udvisning. Det ham påtvungne otium, nyttede Dahlmann til at forfatte sin Geschichte von Dänemark (3 bind, 1840-43; også i dansk oversættelse), et meget fremragende værk. 

### Professor i Bonn og politisk fører
Da Frederik Vilhelm IV besteg tronen i Preussen, blev Dahlmann 1842 kaldet til professor i Bonn og knyttedes således til den stat, hvori han for længst havde set føreren for fremtidens Tyskland. Hans forelæsninger udøvede en større tiltrækningskraft end nogen sinde, og hans fremstillinger af den engelske og den franske forfatnings store kriser (Geschichte der englischen Revolution, 1844, Geschichte der französischen Revolution, 1845) udøvede den største indflydelse på opinionen i Tyskland. Da revolutionen 1848 nåede hertil, stod Dahlmann som selvskreven fører, betragtet med tillid både af fyrster og folk. Preussen sendte ham som befuldmægtiget til forbundsdagen, og det var især ham, der udarbejdede "de 17's forfatningsudkast", hvorefter Tyskland skulle være et statsforbund med en arvelig kejser i spidsen; ligeledes blev han i nationalforsamlingen ordfører for forfatningsudvalget. Det viste sig dog, at hans ønske om at få kejserkronen overdraget til Preussens konge hverken vandt bifald hos forsamlingen eller hos selve Frederik Vilhelm.

### Sene år
Dahlmann formåede ikke at danne et ministerium, og efterhånden trådte hans indflydelse tilbage, indtil han til sidst trak sig helt ud af det politiske liv. Han levede nu på ny for sin lærervirksomhed, fortvivlet over den ulykkelige vending, som de tyske forfatningskampe havde taget, og døde, lige da fremgangen atter begyndte. 
Med rette ser Tyskland i ham en af sine ædleste patrioter, sanddru og kraftig, om end lidt stiv og doktrinær. Bortset fra hans Danmarkshistorie er hans senere værker dog for stærkt prægede af de politiske idealer, han havde, til at have blivende værd; men de er vigtige led i datidens tyske historie. Endnu bør nævnes den nyttige bibliografi, han forfattede (Quellenkunde der deutschen Geschichte, 1830; siden stærkt udvidet af Georg Waitz og andre; 8. udgave 1912).